# Старина (Жлобинский район)
Старина (бел. Старына) — деревня и железнодорожная станция (на линии Жлобин — Калинковичи), в Доброгощанском сельсовете Жлобинского района Гомельской области Белоруссии.

## География

### Расположение
В 37 км на юго-запад от Жлобина, 78 км от Гомеля.

## Гидрография
На востоке сеть мелиоративных каналов, на северо-западе гидрологический заказник «Выдрица». На реке Выдрица (приток реки Березина).

## Транспортная сеть
Транспортные связи по просёлочной, а затем автомобильной дороге Василевичи — Жлобин. Планировка состоит из прямолинейной меридиональной улицы, застроенной деревянными усадьбами.

## История
По письменным источникам известна с XIX века как посёлок в Стрешинской волости Рогачёвского уезда Могилёвской губернии. В 1909 году 615 десятин земли. В 1929 году организован колхоз. Во время Великой Отечественной войны 12 жителей погибли на фронте. Непродолжительное время в июне 1944 года в деревне размещался полевой госпиталь советских войск. Согласно переписи 1959 года в составе совхоза «Мормаль» (центр — деревня Доброгоща). Работали крахмальный и кирпичный заводы.

## Население

### Численность
- 2004 год — 11 хозяйств, 14 жителей.

### Динамика
- 1897 год — 20 дворов, 144 жителя (согласно переписи).
- 1909 год — 257 жителей.
- 1925 год — 37 дворов.
- 1959 год — 174 жителя (согласно переписи).
- 2004 год — 11 хозяйств, 14 жителей.